# Erich Thilo

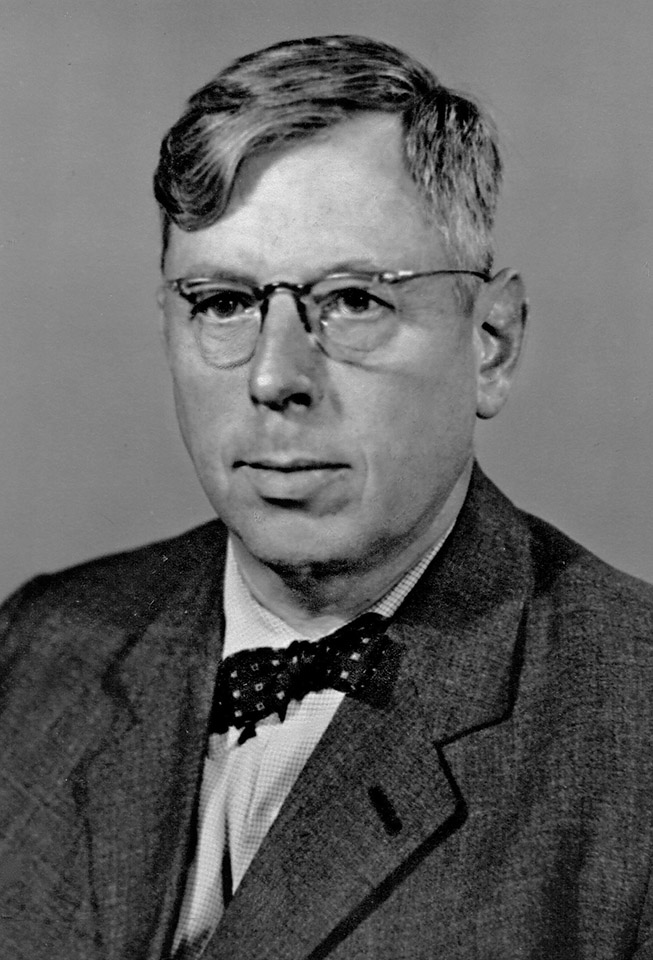
Erich Thilo

Erich Rudolf Julius Thilo (* 27. August 1898 in Neubrandenburg; † 25. Juni 1977 in Ost-Berlin) war ein deutscher Chemiker.

## Leben und Wirken
Erich Thilo studierte an der Friedrich-Wilhelms-Universität Berlin Chemie und wurde 1925 mit einer Arbeit über Nickeldiacetyldioxim und seine Derivate promoviert. Nachdem er zunächst Privatdozent an der Berliner Universität war, wurde er dort 1938 zum außerordentlichen Professor für anorganische Chemie berufen. 1943 erhielt er einen Lehrstuhl für anorganische Chemie an der Universität Graz. 1946 kehrte er nach Berlin zurück und lehrte bis zu seiner Emeritierung im Jahr 1967 an der Humboldt-Universität. Außerdem war er von 1950 bis 1967 Direktor des Instituts für anorganische Chemie der Deutschen Akademie der Wissenschaften zu Berlin. 1953 wurde er zum ersten Vorsitzenden der Chemischen Gesellschaft der DDR gewählt. Seit 1949 war er Mitglied der Akademie der Wissenschaften der DDR.
Thilo arbeitete speziell auf dem Gebiet der anorganischen Hochpolymeren auf Silikatbasis. 1961 erhielt er für diese Arbeiten den Nationalpreis der DDR I. Klasse.

## Schriften (Auswahl)
- Anorganische Chemie in Frage und Antwort. Barth, Leipzig 1948; 15. Auflage 1977.
- Vorlesungen über allgemeine und anorganische Experimentalchemie. Deutscher Verlag der Wissenschaften, Berlin 1955.

## Ehrungen und Auszeichnungen
- 1949 Ordentliches Mitglied der Deutschen Akademie der Wissenschaften zu Berlin
- 1954 Vaterländischer Verdienstorden in Silber
- 1956 Mitglied der Leopoldina
- 1956 Clemens-Winkler-Medaille der Chemischen Gesellschaft der DDR
- 1959 Ehrendoktor der Universität Leipzig[3]
- 1959 Orden Banner der Arbeit
- 1961 Nationalpreis der DDR I. Klasse für Wissenschaft und Technik
- 1967 Liebig-Denkmünze der Gesellschaft Deutscher Chemiker
- 1973 Hervorragender Wissenschaftler des Volkes

Auf dem Gelände des Wissenschafts- und Technologieparks (WISTA) in Berlin-Adlershof wurde 2002 eine Straße nach ihm benannt.